# Cúrling als Jocs Olímpics d'hivern de 1992
Als Jocs Olímpics d'Hivern de 1992 celebrats a la ciutat d'Albertville (França) es disputaren dos proves de curling, una en categoria masculina i una altra en categoria femenina, com a esport de demostració.
La competició se celebrà entre els dies 8 i 23 de febrer de 1992 a les instal·lacions de Prolognan-La-Vanoise.

## Resum de medalles
| Prova           | Or                                                                                           | Argent                                                                                          | Bronze                                                                                  |
| Prova masculina | Suïssa Peter Däppen · Urs Dick · Jürgen Dick · Robert Hürliman · Thomas Kläy                 | Noruega Pål Trulsen · Tormod Andreassen · Stig-Arne Gunnestad · Flemming Davanger · Kjetil Berg | Estats Units Bob Nichols · Tim Sommerville · Mike Strum · Bud Sommerville · Bill Strum  |
| Prova femenina  | Alemanya Christiane Scheibel · Andrea Schöpp · Stephanie Mayer · Monika Wagner · Sabine Hutt | Noruega Marianne Aspelin · Dordi Nordby · Hanne Pettersen · Mette Halvorsen · Anne Jøtun        | Canadà Elaine Dagg-Jackson · Julie Sutton · Jodie Sutton · Melissa Soligo · Karri Wilms |

## Medaller
| Posició | País         | Or | Argent | Bronze | Total |
| 1       | Alemanya     | 1  | 0      | 0      | 1     |
| 1       | Suïssa       | 1  | 0      | 0      | 1     |
| 3       | Noruega      | 0  | 2      | 0      | 2     |
| 4       | Canadà       | 0  | 0      | 1      | 1     |
| 4       | Estats Units | 0  | 0      | 1      | 1     |
|         |              |    |        |        |       |
| Total   | Total        | 2  | 2      | 2      | 6     |

## Resultats

### Categoria masculina

#### Primera ronda
Grup A
| CON        | Líder             | G | P |
| ---------- | ----------------- | - | - |
| Noruega    | Tormod Andreassen | 3 | 0 |
| Suïssa     | Urs Dick          | 2 | 1 |
| Regne Unit | Hammy McMillan    | 1 | 2 |
| Austràlia  | Hugh Millikin     | 0 | 3 |

- 1a jornada
  -  Noruega 11:3  Suïssa
  -  Regne Unit 9:6  Austràlia
- 2a jornada
  -  Suïssa 7:3  Austràlia
  -  Noruega 6:1  Regne Unit
- 3a jornada
  -  Noruega 11:1  Austràlia
  -  Suïssa 6:5  Regne Unit

Grup B
| CON          | Líder                | G | P |
| ------------ | -------------------- | - | - |
| Canadà       | Kevin Martin         | 3 | 0 |
| Estats Units | Bud Somerville       | 2 | 1 |
| França       | Dominique Dupont-Roc | 1 | 2 |
| Suècia       | Dan-Ola Eriksson     | 0 | 3 |

- 1a jornada
  -  Canadà 7:3  Estats Units
  -  França 8:3  Suècia
- 2a jornada
  -  Estats Units 8:4  Suècia
  -  Canadà 5:4  França
- 3a jornada
  -  Canadà 10:5  Suècia
  -  Estats Units 6:4  França

#### Ronda final
|  | Semifinals   | Semifinals |   |              | Final       | Final |
|  |              |            |   |              |             |       |
|  |              |            |   |              |             |       |
|  | Canadà       | 8          |   |              |             |       |
|  | Suïssa       | 5          |   |              |             |       |
|  |              |            |   |              |             |       |
|  |              |            |   |              |             |       |
|  |              |            |   |              | Suïssa      | 7     |
|  |              | Noruega    | 5 |              |             |       |
|  |              |            |   |              |             |       |
|  |              |            |   |              |             |       |
|  |              |            |   |              | Tercer lloc |       |
|  |              |            |   |              |             |       |
|  | Noruega      | 8          |   | Estats Units | 9           |       |
|  | Estats Units | 3          |   |              | Canadà      | 2     |

### Categoria femenina

#### Primera ronda
Grup A
| CON        | Líder           | G | P |
| ---------- | --------------- | - | - |
| Alemanya   | Andrea Schöpp   | 2 | 1 |
| Noruega    | Dordi Nordby    | 2 | 1 |
| Regne Unit | Jackie Lockhart | 2 | 1 |
| Japó       | Mayumi Seguchi  | 0 | 3 |

- 1a jornada
  -  Noruega 3:7  Alemanya
  -  Regne Unit 10:3  Japó
- 2a jornada
  -  Alemanya 9:7  Japó
  -  Noruega 5:4  Regne Unit
- 3a jornada
  -  Alemanya 6:4  Regne Unit
  -  Noruega 7:6  Japó

Els tres equips empatats realitzaren un desempat:
- -  Noruega 9:4  Regne Unit
  -  Alemanya 5:4  Regne Unit

L'equip del Regne Unit quedà eliminat.
Grup B
| CON       | Líder          | G | P |
| --------- | -------------- | - | - |
| Canadà    | Julie Sutton   | 3 | 0 |
| Dinamarca | Helena Blach   | 2 | 1 |
| Suècia    | Anette Norberg | 1 | 2 |
| França    | Annick Mercier | 0 | 3 |

- 1a jornada
  -  Canadà 12:2  Dinamarca
  -  Suècia 14:5  França
- 2a jornada
  -  Dinamarca 8:6  Suècia
  -  Canadà 4:3  França
- 3a jornada
  -  Canadà 8:2  Suècia
  -  França 5:9  Dinamarca

#### Ronda final
|  | Semifinals | Semifinals |   |        | Final       | Final |
|  |            |            |   |        |             |       |
|  |            |            |   |        |             |       |
|  | Dinamarca  | 5          |   |        |             |       |
|  | Alemanya   | 6          |   |        |             |       |
|  |            |            |   |        |             |       |
|  |            |            |   |        |             |       |
|  |            |            |   |        | Alemanya    | 9     |
|  |            | Noruega    | 2 |        |             |       |
|  |            |            |   |        |             |       |
|  |            |            |   |        |             |       |
|  |            |            |   |        | Tercer lloc |       |
|  |            |            |   |        |             |       |
|  | Noruega    | 9          |   | Canadà | 9           |       |
|  | Canadà     | 2          |   |        | Dinamarca   | 3     |